# Управление на риска
Управление на риска е дял от стопанското управление, който се занимава с оценка и управление на рисковете за едно предприятие. То играе основна роля при управлението на проекти и други нови начинания. Често намира място и при съставянето на бизнес планове.
Формално, управлението на риска е процес, при който се изследва, анализира и проследява развитието на съществуващите рискове с цел да се намали негативния ефект от евентуалното им настъпване или да се предостави възможност за възползване от тяхното настъпване. Управлението на риска има за цел да бъде проактивен – да работи с вредите / възможностите много преди те да станат реалност.
Голяма част от рисковете, които могат да сполетят едно начинание е възможно да бъдат предвидени. Те се наричат известни рискове. Това са и тези рискове, които могат да бъдат управлявани. Остава и части, които няма как да бъдат предвидени. Такива рискове се наричат неизвестни. Такива рискове могат да бъдат контролирани само с техники като предвиждане на финансов, времеви или материален резерв.

## Идентифициране
Идентифицирането на рискове е процес, при който се определят възможните източници на рискове, а самите рискове се идентифицират и описват.
Източниците на рискове в контекста на конкретен проект могат да бъдат разделени в две основни групи: външни и вътрешни. Външните рискове обикновено произлизат от бизнес средата, в която функционират участниците в проекта (имат икономически, социален, политически или технологически характер), от висшия мениджмънт (пр. промяна в собствеността на организацията, промяна в бизнес целите и стратегиите, вътрешна нестабилност и конфликти и т.н.) и от клиентите на проекта (пр. липса на заинтересованост и ангажираност, организационно културни различия и т.н.). Наричат се външни, защото проектния екип (в това число и проектния мениджмънт) не може пряко да им влияе. Идентифицирането на външните рискове е най-успешно при наличието на задълбочен анализ на външната (макросреда и микросреда) и вътрешната среда (висш мениджмънт, финансови/човешки ресурси и т.н.) на ниво организация. Вътрешните рискове са свързани със самия проект и типа задачи, които се изпълняват в него. Тези рискове са малко или много под контрола на проектния екип (проектния мениджър) и с възрастта на организацията и натрупването на опит, значително намалява. Например такива рискове могат да са резултат от неяснота в ролите и отговорностите вътре в екипа, липсата на дисциплина и ред, липсата на управленски качества и познания, липсата на мотивация (риск от текучество), внедряването на нова технология и т.н. Също така трябва да се прави разлика между общи рискове (присъщи за всички проекти) и специфични рискове;

## Анализ и оценка
Анализът и оценката на рисковете е процес, при който рисковете се анализират с цел да се определят вероятността те да се сбъднат и евентуалните последиците върху проекта. Целта е да се постави количествена оценка на всеки риск на база, на която те да бъдат приоритизирани (за целите на модифицирането им). Тук обаче трябва да се вземе предвид факта, че конкретния момент на настъпване на риска има значение върху последиците, които ще окаже. Използвайки тези два показателя се въвежда т.нар. матрица за оценка на степента на риска.
Оценката, която се получава като резултат от тези два показателя се нарича влияние на риска. Съществуват два подхода за оценяването на рисковете: от горе надолу и от долу нагоре. При подхода от горе надолу се разработва списък на потенциалните рискови фактори. Оценката е на база предишен опит. Стремежът е да се определят потенциалните връзки между отделните рискове, моментите на тяхното настъпване и възможните последици. Това дава възможност да се вземат предварителни действия за да се предотврати или намали влиянието на риска. При подхода от долу нагоре рисковете се анализират детайлно на най-ниското ниво. Оценяват се алтернативните критични пътища и се изчисляват времетраенето и продължителността с цел да се осигури възможност на ръководителите да заложат буфери, с помощта на които биха посрещнали негативните последици от реализирането на рискове. На практика този подход предполага невъзможност на ръководителя да предвиди риска и да предприеме превантивни управленски действия за избягването му.

## Отговор
Отговорът спрямо даден риск може да бъде:
- Избягване – Понякога е възможно организацията да бъде променена така, че рискът да бъде избегнат;
- Трансфериране / споделяне – трансферирането е изнасяне на идентифицирания риск към външна организация. Типични примери за трансфериране са аутсорсинг или застраховане и хеджиране за случаи на финансови рискове;
- Омекотяване / ограничаване – ако рискът не може да бъде избегнат, приемлива алтернатива е да бъде омекотен чрез стъпки, които ще сведат до минимум щетите в случай на рисково събитие;
- Приемане – когато няма какво да се предприеме в отговор на риска, единствената възможност, която остава е той да бъде осъзнат и приет.